# Joseph-Charles-Gaëtan Andreï
Joseph-Charles-Gaëtan Andreï, francoski general, * 1886, † 1982.